# اجواتر، شهرستان براوارد، فلوریدا
اجواتر (به انگلیسی: Edgewater) یک منطقهٔ مسکونی در ایالات متحده آمریکا است که در دانیا بیچ، فلوریدا واقع شده‌است. اجواتر ۸۰۳ نفر جمعیت دارد.